# Alovera
Alovera – gmina w Hiszpanii, w prowincji Guadalajara, w Kastylii-La Mancha, o powierzchni 13,65 km². W 2011 roku gmina liczyła 12 150 mieszkańców.